# Regla de Golomb

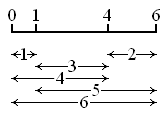
[0, 1, 4, 6] Regla de Golomb de orden 4 y longitud 6. Esta regla es tanto óptima como perfecta.

Ejemplo de una sala de conferencias con proporciones de una regla de Golomb de [0, 2, 7, 8, 11], siendo configurable en 10 tamaños diferentes.

En matemática, una regla de Golomb es una serie de marcas en posiciones enteras entre sí a lo largo de una regla imaginaria de tal forma que ninguna de las marcas tienen entre sí distancias iguales.
La regla de Golomb fue nombrada por el matemático e ingeniero estadounidense Solomon W. Golomb (n. 1932) y fue descubierta independientemente por Sidon (1932) y Babcock (1953).
Uno de los resultados prácticos de las reglas de Golomb es el diseño de radio antenas múltiples por desfase de onda en configuraciones de radiotelescopios.
Existen dos tipos de reglas de Golomb, unas perfectas u óptimas y otras aproximadas.
Las perfectas son la [0,1], [0,1,3] y [0,1,4,6] que son los números más cortos para 2, 3 y 4 marcas respectivamente.
Distributed.net ha realizado una búsqueda masiva en paralelo de reglas de 24 marcas:
[9, 24, 4, 1, 59, 25, 7, 11, 2, 10, 39, 14, 3, 44, 26, 8, 40, 6, 21, 15, 16, 19, 22]
La búsqueda de reglas de 28 marcas está de momento en desarrollo.

## Reglas de Golomb óptimas conocidas
La siguiente tabla contiene todas las reglas de Golomb óptimas conocidas, excluyendo aquellas con marcas en el orden inverso. Las primeras cuatro son perfectas.
| orden | longitud | marcas                                                                                             | descubrimiento        | descubridor                                            |
| ----- | -------- | -------------------------------------------------------------------------------------------------- | --------------------- | ------------------------------------------------------ |
| 1     | 0        | 0                                                                                                  |                       |                                                        |
| 2     | 1        | 0 1                                                                                                |                       |                                                        |
| 3     | 3        | 0 1 3                                                                                              |                       |                                                        |
| 4     | 6        | 0 1 4 6                                                                                            |                       |                                                        |
| 5     | 11       | 0 1 4 9 11 0 2 7 8 11 0 3 4 9 11                                                                   | 1967?                 | John P. Robinson y Arthur J. Bernstein                 |
| 6     | 17       | 0 1 4 10 12 17 0 1 4 10 15 17 0 1 8 11 13 17 0 1 8 12 14 17                                        | 1967?                 | John P. Robinson y Arthur J. Bernstein                 |
| 7     | 25       | 0 1 4 10 18 23 25 0 1 7 11 20 23 25 0 1 11 16 19 23 25 0 2 3 10 16 21 25 0 2 7 13 21 22 25         | 1967?                 | John P. Robinson y Arthur J. Bernstein                 |
| 8     | 34       | 0 1 4 9 15 22 32 34                                                                                | 1972                  | William Mixon                                          |
| 9     | 44       | 0 1 5 12 25 27 35 41 44                                                                            | 1972                  | William Mixon                                          |
| 10    | 55       | 0 1 6 10 23 26 34 41 53 55                                                                         | 1972                  | William Mixon                                          |
| 11    | 72       | 0 1 4 13 28 33 47 54 64 70 72 0 1 9 19 24 31 52 56 58 69 72                                        | 1972                  | William Mixon                                          |
| 12    | 85       | 0 2 6 24 29 40 43 55 68 75 76 85                                                                   | 1979                  | John P. Robinson                                       |
| 13    | 106      | 0 2 5 25 37 43 59 70 85 89 98 99 106                                                               | 1981                  | John P. Robinson                                       |
| 14    | 127      | 0 4 6 20 35 52 59 77 78 86 89 99 122 127                                                           | 1985                  | James B. Shearer                                       |
| 15    | 151      | 0 4 20 30 57 59 62 76 100 111 123 136 144 145 151                                                  | 1985                  | James B. Shearer                                       |
| 16    | 177      | 0 1 4 11 26 32 56 68 76 115 117 134 150 163 168 177                                                | 1986                  | James B. Shearer                                       |
| 17    | 199      | 0 5 7 17 52 56 67 80 81 100 122 138 159 165 168 191 199                                            | 1993                  | W. Olin Sibert                                         |
| 18    | 216      | 0 2 10 22 53 56 82 83 89 98 130 148 153 167 188 192 205 216                                        | 1993                  | W. Olin Sibert                                         |
| 19    | 246      | 0 1 6 25 32 72 100 108 120 130 153 169 187 190 204 231 233 242 246                                 | 1994                  | Apostolos Dollas, William T. Rankin y David McCracken  |
| 20    | 283      | 0 1 8 11 68 77 94 116 121 156 158 179 194 208 212 228 240 253 259 283                              | 1997?                 | Mark Garry, David Vanderschel y otros (proyecto web)   |
| 21    | 333      | 0 2 24 56 77 82 83 95 129 144 179 186 195 255 265 285 293 296 310 329 333                          | 8 de mayo de 1998     | Mark Garry, David Vanderschel y otros (proyecto web)   |
| 22    | 356      | 0 1 9 14 43 70 106 122 124 128 159 179 204 223 253 263 270 291 330 341 353 356                     | 1999                  | Mark Garry, David Vanderschel y otros (proyecto web)   |
| 23    | 372      | 0 3 7 17 61 66 91 99 114 159 171 199 200 226 235 246 277 316 329 348 350 366 372                   | 1999                  | Mark Garry, David Vanderschel and others (web project) |
| 24    | 425      | 0 9 33 37 38 97 122 129 140 142 152 191 205 208 252 278 286 326 332 353 368 384 403 425            | 13 de octubre de 2004 | distributed.net                                        |
| 25    | 480      | 0 12 29 39 72 91 146 157 160 161 166 191 207 214 258 290 316 354 372 394 396 431 459 467 480       | 25 de octubre de 2008 | distributed.net                                        |
| 26    | 492      | 0 1 33 83 104 110 124 163 185 200 203 249 251 258 314 318 343 356 386 430 440 456 464 475 487 492  | 24 de febrero de 2009 | distributed.net                                        |
| 27    | 553      | 0 3 15 41 66 95 97 106 142 152 220 221 225 242 295 330 338 354 382 388 402 415 486 504 523 546 553 | 19 de febrero de 2014 | distributed.net                                        |

* La regla óptima podría haber sido conocido antes de esta fecha; esta fecha representa la fecha en que se descubrió que era óptima (ya que todas las otras reglas se demostró que no eran más pequeñas). Por ejemplo, la regla que resultó ser óptima para el orden 26 se registró el 10 de octubre de 2007, pero no se supo que era óptima hasta que todas las otras posibilidades se agotaron el 24 de febrero de 2009.

## Reglas de Golomb como conjuntos
Un conjunto de enteros
es una Regla de Golomb si y solo si
El orden de una Regla de Golomb es {\displaystyle m} y su longitud es {\displaystyle a_{m}-a_{1}}. La forma canónica tiene la forma {\displaystyle a_{1}=0} y, si {\displaystyle m>2}, {\displaystyle a_{2}-a_{1}<a_{m}-a_{m-1}}. Cualquier forma puede conseguirse mediante reflexión y traslación

## Reglas de Golomb como funciones
Una Función inyectiva
con {\displaystyle f(1)=0} and {\displaystyle f(m)=n} es una Regla de Golomb si y sólo si
El orden es {\displaystyle m} y su longitud es {\displaystyle n}.La forma canónica tiene la forma
{\displaystyle f(2)<f(m)-f(m-1)} if {\displaystyle m>2}.

## Optimización
Una Regla de Golomb de orden m con longitud n puede ser  óptima en dos casos:: 237 
- Puede ser 'óptima en densidad', exhibiendo el máximo m para el valor específico de n
- Puede ser 'óptimamente corta', exhibiendo el mínimo n para un valor específico de m

El término general de una Regla de Golomb es utilizado para referirse al segundo tipo de optimización

## Métodos de construcción
La siguiente construcción, expuesta por Paul Erdős y Pál Turán, produce una Regla de Golomb para cualquier número primo que sea impar:
p.